# Jetpur Champraj Jasa
Jetpur Champraj Jasa fou una de les branques en què estava dividit el principat de Jetpur al segle XX, abans de ser abolit el 9 d'agost de 1937 pel seu excessiu fraccionament. Estava governat per V. S. Champraj Jasa que li va donar el seu nom. La superfície era de 101 km² i la població de 3.740 habitants.